# Phân khúc thị trường
Phân khúc thị trường hay còn gọi là marketing mục tiêu là khái niệm trái ngược với tiếp thị đại trà và tiếp thị sản phẩm đa dạng. Mục tiêu của việc phân khúc thị trường trong tiếp thị là chia thị trường ra thành những phân khúc nhỏ hơn, dễ nhận biết, nắm bắt và đáp ứng hiệu quả hơn.
Thực tế cho thấy cách làm này vô cùng hiệu quả. trên thị trường ô tô, nếu chia theo cách này người ta có thể thấy ở trên phân khúc cao nhất có Maybach, Rolls Royce... quãng tiếp theo, thị trường cấp cao có Mercedes, BMW, Audi... rồi đến các hãng nhắm vào phân khúc trung - cao là Toyota, Honda, Ford; trong khi đó phân khúc thấp có Kia Motors, các hãng xe chất lượng thấp, mau hỏng của Trung Quốc...

## Các cách phân khúc thị trường

### Phân khúc thị trường người tiêu dùng

#### Phân khúc theo địa lý
Phân khúc thị trường theo địa lý là chia thị trường theo từng vùng miền, từng đơn vị địa lý chẳng hạn như miền Bắc, Trung và miền Nam, chia theo tỉnh. Doanh nghiệp có thể xác định chỉ nhắm vào một vùng địa lý nào đó hoặc có thể hoạt động trên các vùng nhưng vẫn có tập trung chú ý vào sự khác biệt về nhu cầu, ý muốn của khách hàng giữa vùng này với những vùng khác.

#### Phân khúc theo nhân khẩu học
Chủ trương chia thị trường qua sự khác nhau về quốc tịch, dân tộc, chủng tộc, tuổi tác, giới tính, quy mô gia đình, thu nhập, nghề nghiệp, tôn giáo, các thế hệ,anh em...

#### Phân khúc thị trường theo tâm lý
Chia thị trường thành từng nhóm khác nhau dựa trên sự khác biệt về tầng lớp xã hội, lối sống, cá tính.

#### Phân khúc thị trường theo hành vi tiêu dùng
Là chia thị trường thành từng nhóm một dựa trên sự khác biệt nhau về kiến thức, thái độ, cách quan niệm, cách sử dụng hoặc là phản ứng đối với một sản phẩm.

### Phân khúc thị trường doanh nghiệp
Cách này cũng có thể phân chia gần giống cách phân chia thị trường người tiêu dùng ở trên. Thị trường doanh nghiệp có thể phân khúc dựa theo địa lý, tâm lý, nhân chủng học (quy mô công ty, loại hình, ngành kinh doanh...), phân khúc cũng có thể dựa trên những lợi ích mà doanh nghiệp tìm kiếm, cách sử dụng sản phẩm, mức độ sử dụng sản phẩm và mức độ trung thành.

### Phân khúc thị trường quốc tế
Về nguyên tắc giống các cách phân khúc kia. Quan trọng nhất là cần ứng dụng cho gần giống với điều kiện đặt ra và bài toán marketing phải giải.

## Các mục tiêu mà việc phân khúc nhắm tới
Việc phân khúc thị trường nhằm làm cho việc kinh doanh hiện thực và dễ dàng hơn, đem lại hiệu quả cao hơn.
Giúp các công ty xác định rõ và nhắm đúng vào thị trường mục tiêu của họ.